# Amphipteryx longicaudata
Amphipteryx longicaudata é uma espécie de libelinha da família Amphipterygidae.
É endémica do México.
Os seus habitats naturais são: regiões subtropicais ou tropicais húmidas de alta altitude e rios.
Está ameaçada por perda de habitat.